# Forum Związków Zawodowych
| FZZ Forum FORUM Gewerkschaftsbund Forum Związków Zawodowych | FZZ Forum FORUM Gewerkschaftsbund Forum Związków Zawodowych |
| Vereinsdaten                                                | Vereinsdaten                                                |
| ----------------------------------------------------------- | ----------------------------------------------------------- |
| Verbände:                                                   | 59 Verbände                                                 |
| Mitglieder:                                                 | 400.000                                                     |
| Vorstand                                                    |                                                             |
| Vorsitzende:                                                | Dorota Gardias                                              |
| Internet                                                    |                                                             |
| Website:                                                    | FZZ Forum                                                   |

Forum Związków Zawodowych (FZZ) ist der Name eines polnischen Gewerkschaftsbundes, der sich 2001/2002 von der OPZZ abspaltete. Er vereint Mitglieder überwiegend in öffentlichen Diensten und Kommunalverwaltungen, bei der Eisenbahn und in Staatsbetrieben, von denen es noch 1400 gibt (Stand: Dezember 2007).
Im Jahre 2005 versuchte FZZ vergeblich, ein Wahlbündnis mit der populistischen Samoobrona Andrzej Leppers zu schmieden.
FZZ vertritt laut seiner web-Seite 400.000 Mitglieder.
Sein Sitz befindet sich in Warschau.
Seit März 2012 ist FZZ Mitglied des Europäischen Gewerkschaftsbundes (EGB).

## Vorsitzende
- 2002–2010 Wiesław Siewierski, ein früherer Funktionär der kommunistischen Regimegewerkschaft OPZZ
- 2010–2015 Tadeusz Chwałka
- seit 2015 Dorota Gardias[4]